# Амузія
Аму́зія (грец. α— не і μουσικη — музика)  — це порушення сприйняття, розуміння або відтворення музики, яке не пов’язане із захворюванням периферичних слухових шляхів або моторної системи.

## Вроджена амузія
Вроджена амузія — це порушення музичного сприйняття, яке виникає з народження та зберігається протягом усього життя. За різними оцінками, цей стан спостерігається приблизно у 4% населення. Вроджена амузія зазвичай виявляється у дітей із нормальними мовленнєвими навичками. Встановлено, що вона не є наслідком втрати слуху, пошкодження головного мозку або інтелектуальних порушень.
Амузія, передусім, пов’язана з порушенням здатності розпізнавати зміни висоти тону, тоді як здатність до сприйняття ритму часто залишається збереженою. За даними наукових досліджень, оскільки стан є вродженим, щоденне слухання музики не призводить до покращення музичного сприйняття, і не може зменшити симптоми амузії. Дослідження виявили лише слабкі асоціації між амузією та дислексією, а також труднощами в синтаксичній обробці музики й мови та просторовою орієнтацією. Існує припущення, що нездатність до музичного навчання може розглядатися як прояв когнітивного дефіциту у ширшому сенсі.
Обробка музичного сигналу відбувається поетапно: від вушної раковини сигнал проходить через стовбур головного мозку, первинну слухову кору і досягає верхньої скроневої звивини. У внутрішньому вусі звукові хвилі перетворюються на електричні сигнали. За нормального функціонування слухових шляхів ці сигнали залишаються неушкодженими, однак у людей з амузією порушення виникає на рівні слухової кори, що зумовлено недостатньою обробкою висоти тону між лівою та правою півкулями мозку. Ослаблений зв’язок між лівою і правою слуховою корою призводить до того, що сигнали, які надходять до обох півкуль, не інтегруються належним чином, що ускладнює їх спільну обробку.
Молекулярно-генетичні дослідження щодо ролі спадкових факторів у розвитку вродженої амузії здебільшого не досягли рівня ідентифікації специфічних генів. Наукові публікації у цій галузі вказують на можливий зв’язок амузії з делецією хромосомної ділянки 22q11.2. Варто зазначити, що синдром делеції 22q11.2 пов’язаний з дуже різноманітними порушеннями розвитку та низкою психічних розладів.

## Набута амузія
Набута амузія — це порушення сприйняття, розуміння або відтворення музики, яке не пов’язане із захворюваннями периферичних слухових шляхів або моторної системи і, на відміну від вродженої амузії, є наслідком ураження головного мозку. Вивчення набутих форм амузії має давню історію і здебільшого пов’язане з дослідженням вогнищевих уражень мозку, зокрема унаслідок інсульту.
З нейробіологічної точки зору, амузія має спільні риси з афазією: обробка як мови, так і музики передбачає участь численних когнітивних процесів, що потребують скоординованої діяльності анатомічно розподілених структур мозку. Можна простежити формальні аналогії між окремими характеристиками мови та музики, зокрема лексикою, граматикою і синтаксисом. Як мова, так і музика формують складну мережу асоціативних знань і спогадів. Проте існує ряд суттєвих відмінностей, таких як референційний характер мови та абстрактний характер музики, відмінність у зв'язку музики та  з емоційною складовою, акустичні характеристики. Важливо також врахувати, що музична підготовка є нерівномірно розподіленою серед населення, на відміну від базових мовних навичок. 
Діагностика амузії ускладнена браком стандартизованих методик для оцінки функцій сприйняття музики, а також недостатнім початковим рівнем музичних навичок у населення. Наявні методики часто виявляються чутливими до супутніх когнітивних чинників, таких як робоча пам’ять або здатність до вербального маркування.
Амузія може спостерігатися в якості основного симптому у пацієнтів з певною попередньою музичною підготовкою, але часто вона виникає в комплексі з іншими станами, наприклад, з центральними слуховими порушеннями або як часткова форма загальної слухової агнозії. Особливо складно діагностувати амузію в поєднанні з мовними порушеннями. Неможливість розпізнавання симптомів амузії на фоні порушень мови може створювати певний зсув у статистичній оцінці на користь пацієнтів зі збереженим мовленням.